# Rocha aborregada
Rocha aborregada, rocha arrebanhada ou calhau aborregado (de borrego, um carneiro) é a designação dada em geomorfologia aos blocos rochosos com superfícies arredondadas, polidas e estriadas, deixadas sobre superfície do terreno pelos processos da erosão, com destaque para os processos glaciares e para a erosão hídrica em encostas antigas. A designação dada a estas rochas deriva do efeito visual que provocam, assemelhando-se a rebanhos de ovelhas, razão pela qual são designadas arrebanhadas ou aborregadas.